# 메이르 카하네

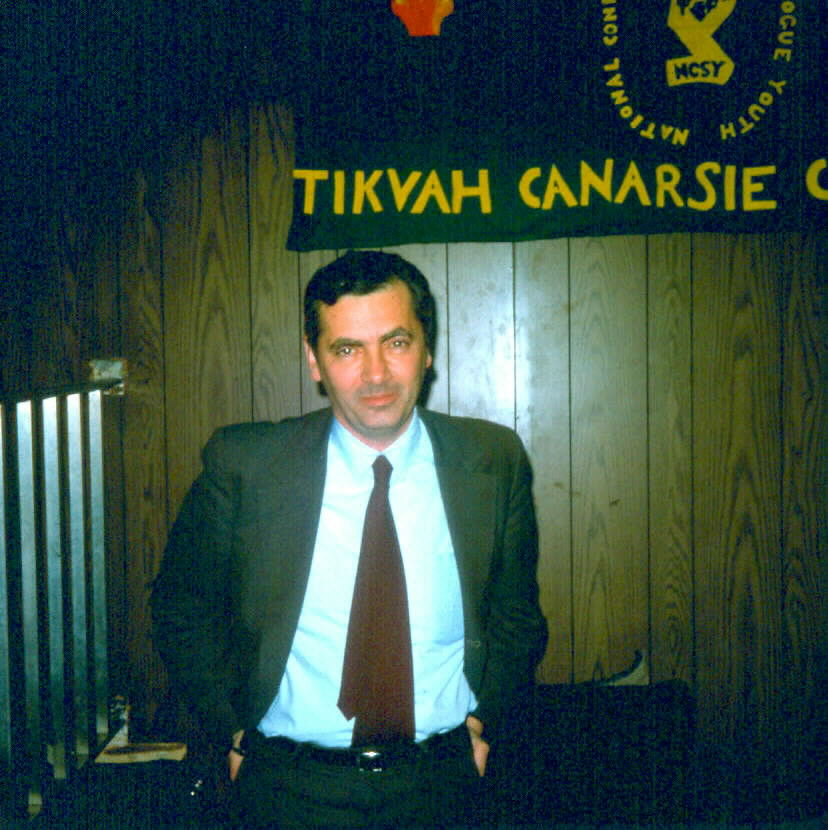

메이르 다비드 카하네(히브리어: מאיר דוד כהנא‬, 영어: Martin David Kahane 마틴 데이비드 커하니[*], 1932년 8월 1일 ~ 1990년 11월 5일)는 미국 태생의 이스라엘의 정통파 유대교 랍비이자 국수주의 정치인이다. 미국에서 태어나 1968년에 극우 유대인 조직인 유대방위연맹을 창설하여 극우 활동을 했고, 이스라엘로 건너가 극우 정당인 카흐를 세워 의원직을 역임했다. 이후 맨해튼에서 아랍인에게 암살당했다.